# Granulocit bazofil
Granulocitele bazofile, cu denumirea alternativa de bazofile, sunt cele mai puțin întâlnite granulocite, reprezentând in jur de 0,01-0,3 % din numarul total de leucocite. Numele lor provine de la faptul că aceste celule au afinitate pentru coloranții bazici. 
Bazofilele conțin granule mari citoplasmatice, care "acoperă" nucleul bilobat în timpul observării acestora la microscop. Însă, dacă granulocitul este colorat cu baze, nucleul este vizibil. Granulele bazofilelor conțin histamină, serotonină, unii proteoglicani, precum heparină, leucotriene, precum si alte proteine si enzime. Bazofilele sunt cele mai mari granulocite, mult mai mari decat eozinofilele sau neutrofilele. Bazofilele au o structură asemănătoare mastocitelor. 
Bazofilele apar în majoritatea reacțiilor inflamatorii, în special cele care implică alergiile. Heparina, conținută de bazofile, este un anticoagulant care previne coagularea prea rapidă a sângelui. O creștere a numărului bazofilelor (bazofilie) poate fi un simptom al:
- Alergiei;
- Infecție cu un ectoparazit (acarieni, etc);
- sindrom inflamator cronic;
- infectie (varicela, sinuzită cronică);
- boală endocrină;
- tumori.